# Samtgemeinde Apensen
Die Samtgemeinde Apensen ist eine Samtgemeinde im Landkreis Stade im Norden Niedersachsens. In ihr haben sich drei Gemeinden zur Erledigung ihrer Verwaltungsgeschäfte zusammengeschlossen. Der Sitz der Verwaltung der Samtgemeinde befindet sich in Apensen.

## Gliederung
Die Samtgemeinde besteht aus den drei Mitgliedsgemeinden Apensen, Beckdorf und Sauensiek.

## Geschichte
Die Samtgemeinde Apensen wurde 1972 durch die drei Mitgliedsgemeinden gebildet. Ende 1997 wandte die Samtgemeinde Apensen als erste Gemeinde im Landkreis Stade die neue Kommunalverfassung an und wählte einen hauptamtlichen Samtgemeindebürgermeister.

## Politik

### Samtgemeinderat
Der Rat der Samtgemeinde Apensen besteht aus 20 Ratsfrauen und Ratsherren. Dies ist gewöhnlich die festgelegte Anzahl für eine Gemeinde mit einer Einwohnerzahl zwischen 7.001 und 8.000 Einwohnern. Auf Beschluss des vorletzten Samtgemeinderats wurde die Anzahl allerdings um zwei gesenkt. Die Ratsmitglieder werden durch eine Kommunalwahl für jeweils fünf Jahre gewählt. Die aktuelle Amtszeit begann am 1. November 2021 und endet am 31. Oktober 2026.
Stimmberechtigt im Rat der Samtgemeinde ist außerdem die hauptamtliche Samtgemeindebürgermeisterin Petra Beckmann-Frelock (UWA).
Bei den vergangenen Samtgemeindewahlen ergaben sich folgende Sitzverteilungen:
| Partei / Liste | 2021 | 2016 | 2011 |
| CDU            | 7    | 8    | 8    |
| SPD            | 5    | 5    | 8    |
| Grüne          | 2    | 2    | 4    |
| UWA            | 2    | 1    | -    |
| FWG            | 2    | 2    | 2    |
| IGB            | 1    | -    | -    |
| Einzel         | 1    | -    | -    |
| AfD            | -    | 2    | -    |
| Gesamt         | 20   | 20   | 22   |

### Samtgemeindebürgermeister
Hauptamtliche Samtgemeindebürgermeisterin in Apensen ist Petra Beckmann-Frelock (UWA). Bei der letzten Wahl von 2019 wurde sie mit 52,76 % der Stimmen gewählt.

### Wappen
Blasonierung: „In Rot ein silberner von links nach rechts weisender gepanzerter Arm, der ein aufrecht stehendes silbernes Schwert mit goldenem Griff hält.“

### Partnergemeinden
Seit 1973 hat die Samtgemeinde Apensen partnerschaftliche Beziehungen zur französischen Gemeinde Ploërmel/Bretagne aufgebaut. Die Beziehung zwischen den beiden Gemeinden wurde durch einen 1980 geschlossenen Vertrag formalisiert. 1990 wurden die Orte Dittmannsdorf und Witzschdorf in der Gemeinde Gornau in Sachsen erstmals miteinbezogen. Seit 2003 ist auch diese Partnerschaft vertraglich gefestigt. Auch Kolbuszowa in Polen ist mit Apensen freundschaftlich verbunden.

## Wirtschaft und Infrastruktur

### Bildung
In Apensen befindet sich eine Grundschule sowie ein 2001 eingeweihtes neues Schulzentrum (Haupt- und Realschule), welches heute als Oberschule genutzt wird. Die Grundschule Apensen wird von den Kindern aus Apensen und Beckdorf besucht. In Wiegersen befindet sich die Grundschule für den südlichen Teil der Samtgemeinde. Schüler, die das Gymnasium besuchen, fahren entweder nach Buxtehude zum Gymnasium Buxtehude Süd oder nach Harsefeld. Außerdem ist in Apensen seit 2012 eine Freie Waldorfschule ansässig.